# بيفرلي لين بيرنز
بيفرلي لين بيرنز (بالإنجليزية: Beverly Lynn Burns)‏ هي أول امرأة تربح طائرة بوينغ 747 جامبو. بعد ظهر يوم 18 يوليو 1984، قامت بيرنز برحلتها الأولى كقائدة عندما طارت بطائرة People Express 604 من مطار نيوآرك ليبرتي الدولي إلى مطار لوس أنجلوس الدولي.
في الوقت الذي تقاعدت فيه، في فبراير 2008، كانت كابتن في شركات الطيران لمدة سبع وعشرين عامًا وطارت أكثر من 25 ألف ساعة طيران. بينما كانت مع شركة People Express قامت باستخدام طائرات بوينغ 727 وبوينغ 737 وبوينغ 747. بين عام 1987، عندما اندمجت الشركة مع كونتيننتال إيرلاينز تعاملت بيفرلي مع: ماكدونل دوغلاس دي سي-9 وماكدونل دوغلاس دي سي-10 وبوينغ 757 وبوينغ 767 وأضافتها إلى قائمة الطائرات النفاثة التي رأتها. ثم، في مايو 2001، أصبحت بيرنز كابتن على واحدة من أكثر الطائرات تطورا من الناحية التكنولوجية في ذلك الوقت، بوينغ 777.
بالإضافة إلى مؤهلاتها المتميزة في الطيران، اكتسبت بيرنز فهمًا لشركات الطيران كعمل تجاري. من عام 1971 إلى عام 1978، عملت كمضيفة للخطوط الجوية الأمريكية أثناء حضورها مدرسة الطيران. في عام 1978، عملت كمدربة طيران لشركة خطوط هينسون الجوية. في العام التالي.
أثناء عملها مع شركة People Express ، كان لدى بيرنز عدد من الواجبات غير التقليدية. عملت في التحفظات وفي الجدولة وكعامل بوابة ومنظمة للأمتعة، ومدربة الكترونيات. بالنسبة إلى بيرنز، كان من المفترض أن تصبح أول امرأة تعمل على الإطلاق كمرسلة معتمدة للطائرات أثناء أداء واجباتها كقائد خط.
بيفرلي لين بيرنز، أول امرأة تشرف على طائرة بوينغ 747
تلقت بيرنز العديد من الجوائز والثناء. في 31 يناير 1985، حصلت على جائزة أميليا إيرهارت - التي قدمها حاكم نيوجيرسي توماس كين والرئيس التنفيذي لشركة People Express ، دونالد بور - على رحلتها التاريخية كقائدة لطائرة بوينغ 747 في 18 يوليو 1984. قبل هذه الجائزة، في 14 أغسطس 1984، حصلت على جائزة تقدير من عمدة بالتيمور وليام دونالد شايفر. في 16 أغسطس، تلقت رسالة تهنئة من نيوجيرسي من السيناتور س. لويس باسانو، الذي أعد قرارًا على شرفها. في 21 آب / أغسطس، اعتبرها السيناتور الأمريكي فرانك ر. لوتنبرغ من ولاية نيو جيرسي السبب في «فتح الأبواب أمام ملايين النساء الأميركيات». أرسل حاكم ولاية ماريلاند هاري هيوز رسالة تهنئة وأطلق عليها اسم «سفير النوايا الحسنة» للدولة. في 16 نوفمبر، تلقت رسالة تهنئة من الرئيس رونالد ريغان.
تضمنت الإشادات الأحدث عهداً في عام 2001 استشهاداً من السيناتور الأمريكي باربرا مايكولسكي من ولاية ماريلاند ورسالة تهنئة، بتاريخ 7 أغسطس / آب 2001، ومن الرئيس جورج دبليو بوش. وفي عام 2003، حصلت على شهادة تقدير من القوات الجوية الأمريكية من الجنرال جون و. هاندي لدعمها المتميز لعملية الحرية العراقية أثناء خدمتها كعضوة في الأسطول الجوي المدني الاحتياطي.
يمكن العثور على السيرة الذاتية للكابتن بيرنز في كيندل بوكس في موقع أمازون.

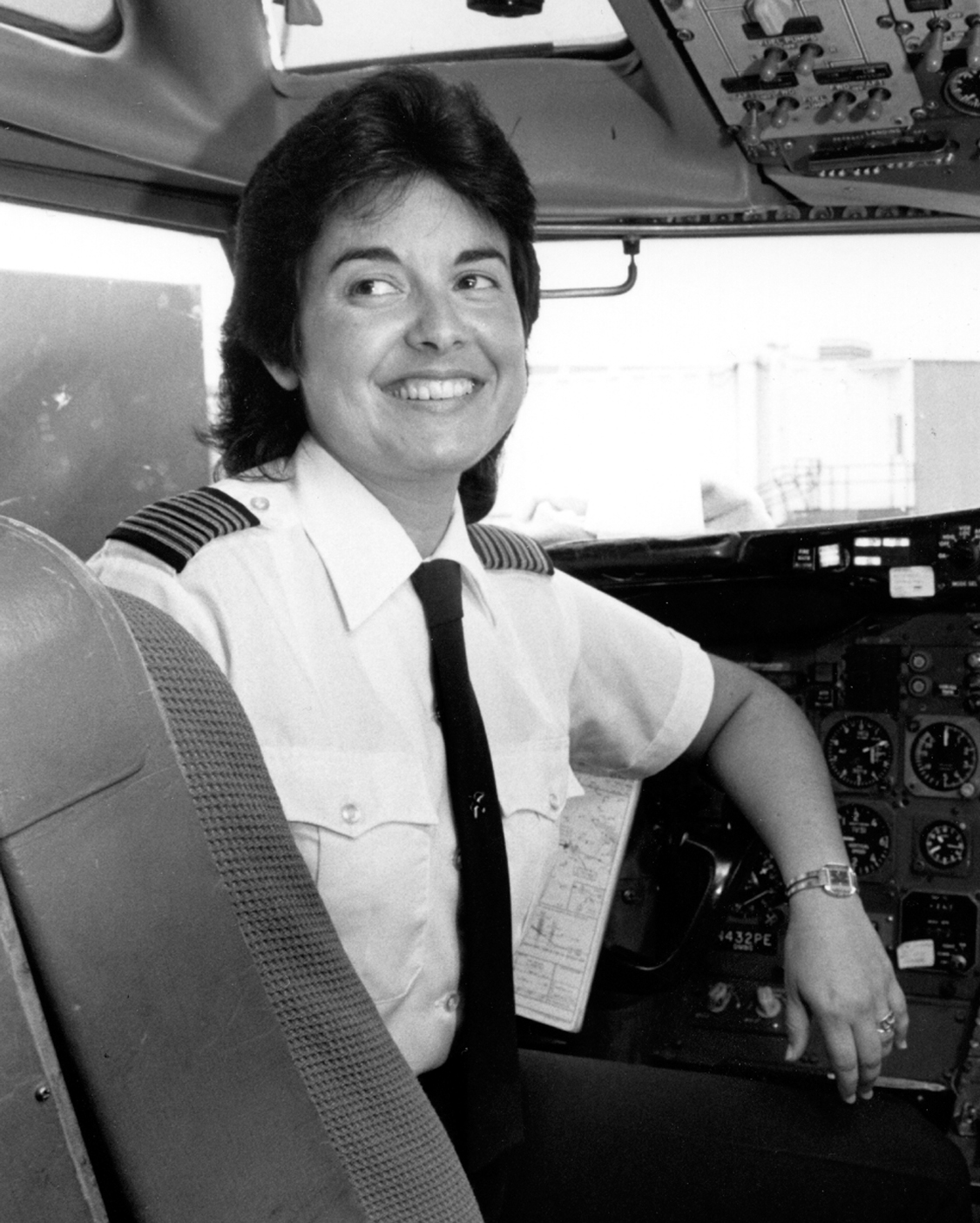
بيفرلي لين بيرنز ، أول امرأة تشرف على طائرة بوينغ 747